# Sista natten ...
Sista natten ... är en amerikansk dramafilm från 1974.

## Handling
Två bröder reser runt tillsammans innan de ska rycka in i militären. De tar upp en ung lifterska, och får senare problem med bilen. När de stannar till för att laga bilen stöter de på sydstatssheriffen Morgan som är ute efter hämnd efter att hans fru blivit mördad.

## Om filmen
Filmen hade premiär den 8 augusti 1974 i Bismarck, North Dakota, den hade svensk premiär den 1 december 1975 och är tillåten från 11 år.

## Rollista (urval)
- Alan Vint - Chris Dixon
- Cheryl Waters - Jenny Scott
- Jay Adler - instängd man

## Musik i filmen
- Keep On Keepin' On, framförd av Vermettya
- Another Place Another Time, framförd av Bobbie Gentry